# Weit weg
Weit weg ist das dritte Studioalbum des deutschen Popsängers und Rappers Clueso. Es erschien erstmals am 19. Mai 2006 bei Four Music.

## Hintergrund
Auf dem aus 17 Titeln bestehenden Studioalbum Weit weg setzt Clueso nach seinem Debütalbum Text und Ton erneut auf die Mischung verschiedener Genres, so vereint er Rap und Hip-Hop, widmet sich aber diesmal verstärkt der Popmusik. Es enthält Kollaborationen, etwa mit dem Rapper Max Herre.
Am 21. April 2006 erschien mit Chicago die erste Singleauskopplung, mit einem Musikvideo von Jan Thomas. Out of Space, die zweite Single, wurde am 15. September 2006 ausgekoppelt, mit einem Musikvideo von Baris Aladag.
Das Frontcover zeigt Clueso stehend mit beiden Händen in der Hosentasche und bekleidet mit einer gelben Baseballcap, einem weißen T-Shirt mit einem schwarzgezeichneten Löwen und einer blauen Jeans. Oben rechts ist in weißer Schrift der Künstlername Clueso und in schwarzer Schrift darunter der Albentitel zu lesen.

## Titelliste
| #  | Titel                              | Autor(en)                                                                                               | Produzent(en)                             | Länge |
| -- | ---------------------------------- | --- | ----------------------------------------- | ----- |
| 1  | Frische Luft                       | Clueso, Alexander Binder                                                                                | Daniel Bätge, Tim Neuhaus, Philipp Milner | 4:42  |
| 2  | Sterblich                          | Christoph Bernewitz, Clueso                                                                             | Clueso                                    | 3:16  |
| 3  | Mach’s gut                         | Norman Sinn, Clueso                                                                                     | Clueso                                    | 3:09  |
| 4  | Bleib hier                         | Clueso, Daniel Bätge, Paul Tetzlaff                                                                     | Clueso                                    | 3:04  |
| 5  | Weit weg (mit New Telepathics)     | Clueso, Delhia                                                                                          | Clueso                                    | 1:37  |
| 6  | Viel gesehen                       | Tino Sehring, Clueso                                                                                    | Clueso                                    | 4:19  |
| 7  | Winter Sommer                      | Alexander Binder, Clueso                                                                                | Philipp Milner, Clueso                    | 3:24  |
| 8  | Ey Tino!                           | Tino Sehring, Clueso                                                                                    | Clueso                                    | 0:45  |
| 9  | Überall bist du                    | Clueso                                                                                                  | Daniel Bätge, Clueso                      | 3:52  |
| 10 | Da wohnt so 'n Typ (mit Max Herre) | Christian Kohlhaas, Christoph Bernewitz, Clueso, Daniel Bätge, Max Herre, Paul Tetzlaff, Philipp Milner | Clueso                                    | 3:39  |
| 11 | Hirn ein                           | Alexander Binder, Clueso & Band, Dirt M                                                                 | Clueso                                    | 3:08  |
| 12 | Crash                              | Alexander Binder, Clueso, Philipp Milner                                                                | Clueso                                    | 4:11  |
| 13 | Schwer                             | Clueso                                                                                                  | Daniel Bätge, Clueso                      | 4:08  |
| 14 | Chicago                            | Christoph Bernewitz, Clueso, Thomas Wolf                                                                | Clueso, Ralf Christian Mayer              | 3:32  |
| 15 | Morgen gestern (mit Immo)          | Christoph Bernewitz, Clueso & Band                                                                      | Clueso                                    | 5:13  |
| 16 | Mein Bestes                        | Clueso, Daniel Bätge                                                                                    | Clueso                                    | 2:26  |
| 17 | Out Of Space                       | Clueso, Philipp Milner                                                                                  | Clueso                                    | 3:48  |

## Rezeption

### Rezensionen
Dani Fromm, Musikkritiker von laut.de, befand, dass Clueso auf seinem dritten Studioalbum Weit weg „[…] wahrhaftig mit Perlen abwechslungsreich gestalteter Songwriter-Kunst“ brilliere.

### Charts und Chartplatzierungen
Weit weg stieg am 2. Juni 2006 auf Rang zwölf der deutschen Albumcharts ein und erreichte damit zugleich seine beste Platzierung. Das Album konnte sich 13 Wochen in den Charts platzieren, letztmals auf Platz 81 in der Chartausgabe vom 1. September 2006. In der Schweiz platzierte sich das Album ab dem 4. Juni 2006, als es mit Rang 62 auch seine Höchstnotierung hatte. Es hielt sich insgesamt fünf Wochen in den Charts, ehe es die Charts in der Woche vom 9. Juli 2006 auf Platz 81 verließ.
| ChartsChartplatzierungen | Höchstplatzierung | Wochen |
| ------------------------ | ----------------- | ------ |
| Deutschland (GfK)        | 12 (13 Wo.)       | 13     |
| Schweiz (IFPI)           | 62 (5 Wo.)        | 5      |

### Auszeichnungen für Musikverkäufe
| Land/Region        | Auszeichnungen für Musikverkäufe (Land/Region, Auszeichnung, Verkäufe) | Verkäufe |
| ------------------ | ---------------------------------------------------------------------- | -------- |
| Deutschland (BVMI) | Gold                                                                   | 100.000  |
| Insgesamt          | 1× Gold ·                                                              | 100.000  |